# Peperomia calophylla
Peperomia calophylla är en pepparväxtart som beskrevs av Truman George Yuncker. Peperomia calophylla ingår i släktet peperomior, och familjen pepparväxter. Inga underarter finns listade i Catalogue of Life.